# الفونس لاکروا
الفونس لاکروا (انگلیسی: Alphonse Lacroix; ۲۱ اکتبر ۱۸۹۷ – ۱۲ آوریل ۱۹۷۳) بازیکن هاکی روی یخ اهل ایالات متحده آمریکا بود.
از باشگاه‌هایی که در آن بازی کرده‌است می‌توان به مونترآل کانادینز اشاره کرد.